# Höhn
Höhn település Németországban, Rajna-vidék-Pfalz tartományban. Lakosainak száma 3111 fő (2023. december 31.).

## Népesség
A település népességének változása:
| Lakosok száma | 2973 | 2962 | 3031 | 3066 | 3070 | 3111 |
|               | 1975 | 2017 | 2019 | 2021 | 2022 | 2023 |